# Мы, дети станции Зоо (книга)
«Мы дети со станции Зоо» (нем. Wir Kinder vom Bahnhof Zoo) — автобиография немецкой писательницы Веры Кристианы Фельшеринов, о том, как она стала наркоманкой и проституткой в 13 лет, а затем успешно избавилась от зависимости. Впервые книга была опубликована в 1979 году, получив большую популярность и сильно повлияв на наркологическую ситуацию в Германии.

## Сюжет
Маленькая Кристина вместе с семьёй переезжает из деревни от жестокого отца, который постоянно избивает её, o жестокиx учителях и детях в школе.

## Критика
Книга стала самой успешной немецкой научно-популярной книгой послевоенного периода. С 1979 по 1981 год он занимал первое место в списке бестселлеров Spiegel в общей сложности 95 недель.